# Lost Destination
Pour les articles homonymes, voir Verbo.
Pour plus de détails, voir Fiche technique et Distribution.
Lost Destination (Verbo) est un film fantastique espagnol écrit et réalisé par Eduardo Chapero-Jackson, sorti en 2011.

## Synopsis
À Madrid, Sara (García), une adolescente paumée qui rêve d'un monde fantastique, pénètre dans un univers parallèle.

## Fiche technique
- Titre original : Verbo
- Titre français : Lost Destination
- Réalisation : Eduardo Chapero-Jackson
- Scénario : Eduardo Chapero-Jackson
- Direction artistique : Gustavo Ramírez
- Costumes : Rocío Redondo
- Photographie : Juan Carlos Gómez
- Son : Agustín Peinado et David Rodríguez
- Montage : Elena Ruiz
- Musique : Pascal Gaigne
- Production : Belén Atienza, Álvaro Augustín, Ghislain Barrois et Enrique López Lavigne
- Sociétés de production : Apaches Entertainment et Telecinco Cinema
- Sociétés de distribution : Aurum Producciones (Espagne), Seven Sept (France, DVD)
- Pays d’origine : Espagne
- Langue originale : espagnol
- Format : couleur - 2.35 : 1 -  Son Dolby numérique  - 35 mm
- Genre : fantastique
- Durée : 90 minutes
- Date de sortie : 
  - Espagne : 4 novembre 2011
  - France : 11 février 2013 (DVD)

## Distribution
- Alba García : Sara
- Miguel Ángel Silvestre : Líriko
- Verónica Echegui : Medussa
- Macarena Gómez : Prosak
- Víctor Clavijo : Tótem
- Nasser Saleh (VF : Sébastien Boju) : Darío
- Adam Jezierski : Foco
- Najwa Nimri : Inés
- Álvaro Cañete : Luís
- Manolo Solo : le professeur

## Nominations
source : Awards for Lost Destination sur Internet Movie Database (IMDb)
- Prix de la meilleure révélation masculine ou féminine, par le Círculo de Escritores Cinematográficos (2012) pour Alba García
- Prix Goya du meilleur espoir féminin par l'Académie des arts et des sciences cinématographiques d'Espagne (2012) pour Alba García
- Prix Goya du meilleur nouveau réalisateur par l'Académie des arts et des sciences cinématographiques d'Espagne (2012) pour Eduardo Chapero-Jackson

## Réception critique
Verbo reçoit en majorité des critiques moyennes ou négatives .